# Долно Оризари (Скопље)
Доњи Оризари (мкд. Долно Оризари) су насеље у Северној Македонији, у северном делу државе. Доњи Оризари припадају градској општини Шуто Оризари града Скопља. Насеље је северно предграђе главног града.

## Географија
Доњи Оризари су смештени у северном делу Северне Македоније. Од најближег већег града, Скопља, насеље је удаљено 7 km северно.
Насеље Доњи Оризари је у оквиру историјске области Скопско поље и положено је у јужном подножју Скопске Црне Горе. Северно од насеља издиже се планина, а јужно се пружа поље, које је плодно и густо насељено. Надморска висина насеља је приближно 300 метара.
Месна клима је континентална.

## Становништво
Доњи Оризари су према последњем попису из 2002. године имали 1.550 становника.
Претежно становништво у насељу су Албанци (90%), а мањине су Цигани (7%) и етнички Македонци (2%).
Већинска вероисповест је ислам.